# 存水彎

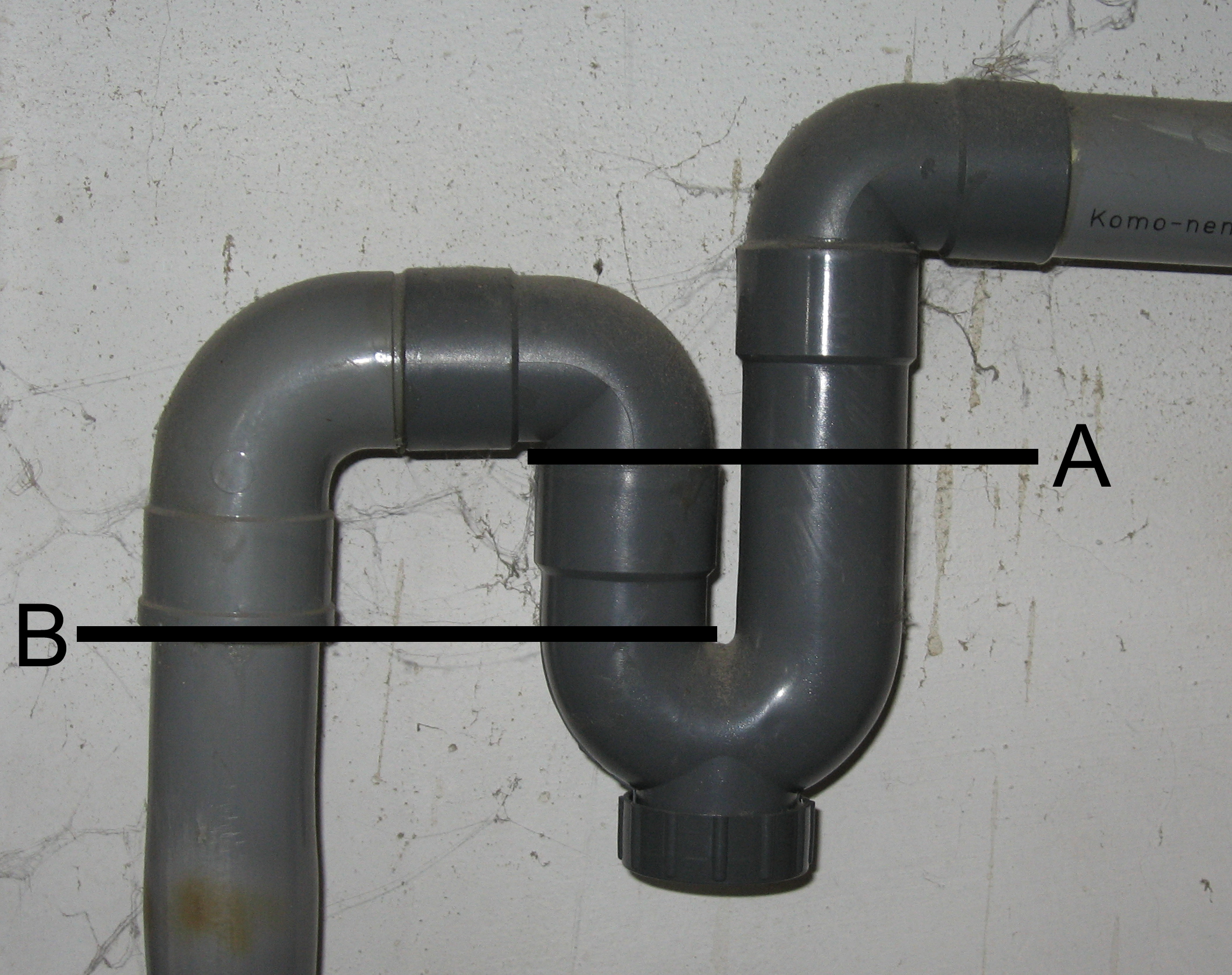
水面A高於管面B，使得排水管封閉起來，彎折處配有排水孔以便清除堵塞物體

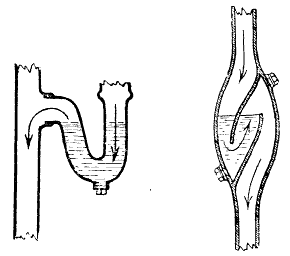
左：P形管，右：J形管

典型的P形管

這裡的水被保持在適當位置，通過重力作為屏障，防止下水道氣體的逸出。如果一個管道夾具過了一個月左右，U形管的水會由于没有补充而蒸發掉，使下水道的惡臭进入房间。

存水彎，是U型、S型、或J形的管件裝置，讓廢水及污水流進地下室筏基，並且阻止臭氣及其他氣體逆流或倒灌進室內， 亚历山大·康明在1775年發明S型彎的，但湯馬斯·克拉普1880年引進U形存水彎。
由於其形狀，存水彎使用之後，保留了少量的水。存水彎形成密封，防止下水道氣體通過排水管進入建築空間。基本上所有的管道裝置，包括水槽、浴缸、廁所必須配備內部或外部的存水彎。
存水彎也往往捕捉重物（如珠寶）不慎掉進水槽。存水彎也傾向於收集頭髮、沙子等雜物，並限制傳遞到其餘的管道，大多數存水彎可以拆卸進行清洗，或它們提供了某種形式的清洗功能，或者是底排水口。

## 描述
在家庭應用中，存水彎通常是位於衛生設備下方或內部的 U 型、S 型、Q 型或 J 型管道。 S 型存水彎也稱為S 型彎管。U 型彎管不會堵塞，因此與 S 形彎管不同，它不需要溢流。在美國，存水彎通常被稱為 P 形存水彎，因為 U 形彎管出口側的彎頭和水平管道形成了一個（水平）P 形。它也被稱為水槽存水彎，因為它安裝在大多數水槽下方。
由於其形狀，存水彎在使用後會積存一些水。這些水會形成氣封，防止下水道氣體從排水管回流到建築物內。基本上所有衛生設備，包括水槽、浴缸和淋浴間，都必須配備內置或外部存水彎。馬桶幾乎都配備內置存水彎。
瓶式存水彎，可旋開清洗
由於水槽存水彎位於管道的局部低點，它還能捕捉意外掉入水槽的小而重的物體（例如珠寶或硬幣）。存水彎也會積聚頭髮、沙子、食物殘渣和其他雜物，並限制進入管道系統的物體尺寸，從而捕捉超大物體。由於所有這些原因，大多數存水彎都可以拆卸清洗，或配備清理功能。
當大量的水需要透過存水彎快速排出時，可以在存水彎上安裝一個垂直排氣管（稱為垂直管），以防止破壞附近其他存水彎的密封性。豎管在家庭中最常見的用途是用於洗衣機，洗衣機在洗滌和沖洗過程中可以快速排出大量的廢水。
在化學工程應用中，捕集器也可能被稱為琵琶。